# 庄司麻衣
庄司 麻衣（しょうじ まい、1984年7月23日 - ）は、日本の女優。
茨城県日立市出身。元芸映所属。身長162cm。B：82、W：59、H：85、S：23.5cm。血液型A型。趣味は栄養について調べること、運動。特技は英語、スキューバダイビング、バレエ、ピアノ。

## 出演

### テレビ
- 私的チャイナビ（2006年11月、TBS）
- おはよう茨城（2008年4月 - 、フジテレビ）
- 夢の扉 〜NEXT DOOR〜（2008年7月 - 、TBS）
- デジタル☆一番星 (2010年4月 - 、BS-TBS、tvk)

### テレビドラマ
- おみやさん（テレビ朝日）
- 温泉へ行こうスペシャル（2004年11月10日、TBS）[1]
- 芸者小春姐さん奮闘記 2（2006年、テレビ東京）
- 特命係長 只野仁 スペシャル（2006年、テレビ朝日） - 井上さおり 役
- 月曜ゴールデン離婚妻探偵（2006年11月27日、TBS）
- 芸者小春姐さん奮闘記 3（2006年、テレビ東京）
- 特命係長 只野仁（2007年、テレビ朝日） - 井上さおり 役
- エンゼルバンク 第3話（2010年、テレビ朝日）

### CM
- 日本マクドナルド（2006年）
- ヒト・コミュニケーションズ（2007年）

### ラジオ
- 上柳昌彦 ごごばん!（2011年6月6 - 10日、ニッポン放送） - 一番星リポーター

## 書籍

### 雑誌
- Kindai（近代映画社）
- 週刊ヤングジャンプ（集英社）
- 少年チャンピオン（秋田書店）
- ベストカー（三推社）
- 東京ウォーカー（角川書店）
- デ・ビュー（オリコン）
- ウルトラONE（宝島社）
- BOMB（学研）
- アップトゥボーイ（ワニブックス）
- ミミュウ（近代映画社）
- B.L.T.（東京ニュース通信社）
- デ・ビュー（オリコン）
- 日経ベストPC（日経BP社）